# یواس‌اس گاورنر باکینگهام
یواس‌اس گاورنر باکینگهام (به انگلیسی: USS Governor Buckingham) یک کشتی بود که طول آن ۱۷۷ فوت ۶ اینچ (۵۴٫۱۰ متر) بود. این کشتی در سال ۱۸۶۳ ساخته شد.